# Ficțiune psihologică

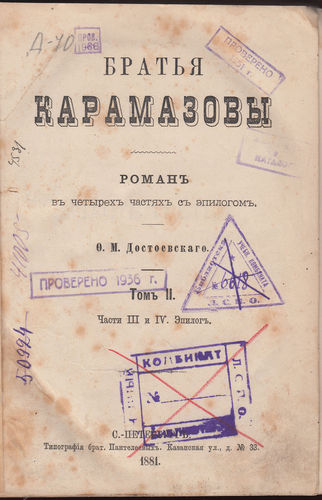
,,Frații Karamazov”, de Feodor Dostoievski, un exemplu de roman de ficțiune psihologică.

Romanul psihologic este o specie literară a genului epic în proză care urmărește un singur plan narativ cu accent pe analiza stărilor sufletești ale personajelor.
Particularitățile romanului psihologic:
- importanța acordată trăirilor interioare
- transformarea personajelor pe parcursul textului
- dublarea conflictului exterior de unul interior
- modificarea radicală a relațiilor dintre personaje
- schimbarea interioară a individului datorita mediului impropriu acestuia

Filme psihologice: Umbrele soarelui; Categorie:Filme psihologice